# Cochlostoma pageti
Cochlostoma pageti is een slakkensoort uit de familie van de Megalomastomatidae. De wetenschappelijke naam van de soort is voor het eerst geldig gepubliceerd in 1962 door Klemm.